# Czerniatka
Czerniatka (ukr. Чернятка) – wieś na Ukrainie, w obwodzie winnickim, w rejonie hajsyńskim, w hromadzie Dżułynka. W 2023 liczyła 898 mieszkańców, spośród których 897 wskazało jako ojczysty język ukraiński, 1 inny.